# Richard James Wilkinson
Richard James Wilkinson (ur. 29 maja 1867 w Salonikach, zm. 5 grudnia 1941 w Izmirze) – brytyjski administrator kolonialny, znawca języka malajskiego i historyk.
Sporządził szereg słowników oraz opisów gramatycznych poświęconych językowi malajskiemu.

## Publikacje (wybór)
- A Malay-English Dictionary (1901–1902)
- Malay Beliefs (1906)
- An Abridged Malay-English Dictionary (1908)